# Gormonda de Monpeslier
(Na) Gormonda de Monpeslier, o Montpelher (fl. 1226-1229), è stata una trobairitz, originaria di Montpellier, in Linguadoca.
Il suo solo lavoro pervenutoci, un sirventes, è stato definito "la prima poesia politica scritta da una donna".
Gormonda ha scritto la risposta, Greu m'es a durar, al famoso sirventes anti-papale di Guilhem Figueira, seguendo la poesia di Figueira in metro e rima per circa venti stanze. Invece di biasimare il legato papale Pelagio d'Albano per il fallimento della quinta crociata, lei fa ricadere la colpa sulla "follia" dei malvagi. Arriva a giustificare la crociata contro gli eretici locali in base all'idea che il catarismo fosse più pericoloso dell'Islam, oltre ad avere un cuore più infedele. Infine, lei esprime il desiderio di vedere Figueira torturato a morte. La sua poesia ricade ben dentro i confini della religiosità ortodossa (nel senso di conformista) e la sua posizione, ben lungi dal radicalismo, era quella della Chiesa come espressa da papa Innocenzo III e dal trovatore  contemporaneo Lanfranco Cigala.
Sebbene niente si sappia di Gormonda salvo quanto può essere affidabilmente raccolto dal suo sirventes, sembra plausibile che venisse associata strettamente al clero ortodosso della Francia meridionale e avesse simpatie per il Papato e la monarchia francese, e forse era una domenicana.